# Einfache Warenproduktion
Die einfache Warenproduktion ist eine von Friedrich Engels angenommene historische Epoche und Phase, die dem Kapitalismus vorausgeht. Laut Engels’ Vor- und Nachwort zum dritten Band von Das Kapital beginnt Karl Marx (1818–1883) seine Darstellung im ersten Band mit dieser Epoche. Zwar prägte Engels mit seinen Kommentaren die Marx-Rezeption, aber seine Interpretation wurde mehrfach kritisiert.

## Engels’ Interpretation
Seit seiner Rezension von 1859 zu Marx’ Schrift Zur Kritik der Politischen Oekonomie. Erstes Heft (1859) hatte Engels mehrfach seine Auffassung vertreten, wonach Marx eine logisch-historische Methode angewandt habe. Mit dem Ausdruck einfache Warenproduktion bezeichnet Engels 1894 im Vorwort des dritten Bandes von Das Kapital eine Form der Produktion von Waren, welche in logischem und historischem Sinne der kapitalistischen Warenproduktion vorausgeht:

„Es versteht sich ja von selbst, daß da, wo die Dinge und ihre gegenseitigen Beziehungen nicht als fixe, sondern als veränderliche aufgefaßt werden, auch ihre Gedankenabbilder, die Begriffe, ebenfalls der Veränderung und Umbildung unterworfen sind; daß man sie nicht in starre Definitionen einkapselt, sondern in ihrem historischen resp. logischen Bildungsprozeß entwickelt. Danach wird es wohl klar sein, warum Marx am Anfang des ersten Buchs, wo er von der einfachen Warenproduktion als seiner historischen Voraussetzung ausgeht, um dann weiterhin von dieser Basis aus zum Kapital zu kommen - warum er da eben von der einfachen Ware ausgeht und nicht von einer begrifflich und geschichtlich sekundären Form, von der schon kapitalistisch modifizierten Ware“

Nach Engels’ Vorstellung haben in den historischen vorkapitalistischen Agrargesellschaften die Warenbesitzer ihre Waren bewusst nach der Menge der in die Produktion der einzelnen Ware investierten Arbeitszeit ausgetauscht. Im Nachwort zum dritten Kapitalband führte Engels weiter aus, dass in der ganzen Epoche der einfachen Warenproduktion das Wertgesetz gegolten habe. Diese Epoche reiche von den ersten Anfängen, als Produkte zu Waren wurden, was je nach Region mehrere Jahrtausende vor unserer Zeitrechnung liege, bis ins 15. Jahrhundert.

## Spätere Vertreter der Theorie der einfachen Warenproduktion
Nachdem Marx 1883 gestorben war, bearbeitete Engels Marx’ Manuskripte, um den dritten Band von Das Kapital herauszugeben. Mit seinen Kommentaren beeinflusste er viele Marxisten. Engels’ Deutung wurde vom orthodoxen Marxismus und Marxismus-Leninismus, aber auch dem Trotzkisten Ernest Mandel (1923–1995) und westlichen Marxisten wie Wolfgang Fritz Haug (* 1936) übernommen.

### Ernest Mandel
Ernest Mandel charakterisiert die Periode der einfachen Warenproduktion auf der Grundlage ethnologischer Studien. Die einfache Warenproduktion ist eine Phase, in der sich die Warenproduktion und der Handel in Städten stärker entwickeln und verallgemeinern. Handwerker, die ihre Produktionsmittel und ihr Produkt selbst besitzen, produzieren für den Markt, auf dem sie ihre Produkte tauschen, um schließlich das zu bekommen, was sie selbst brauchen.
Je mehr die Warenproduktion zunimmt und die Warenbesitzer auf lokalen und regionalen Märkten miteinander konkurrieren, desto mehr bestimmt die Arbeitszeit, die im Durchschnitt notwendig ist, um ein Produkt zu erzeugen, den Austausch. Die Arbeit differenziert sich in einfache und kompliziertere bzw. qualifiziertere Arbeit aus. Letztere wird höher vergütet, denn ansonsten würden weder der Arbeiter noch dessen Familie die Ausbildungskosten tragen.
In der einfachen Warenproduktion bestimmt das Wertgesetz den Austausch, so dass nur Äquivalente getauscht werden, in denen gleich viel abstrakte Arbeit steckt. Erst im Tausch zeigt sich, ob eine private Arbeit Anteil an der gesellschaftlichen Arbeit hat. Wenn jemand über das, was nachgefragt wird, hinaus produziert, dann hat er zu viel der gesellschaftlich notwendigen Arbeit auf die Herstellung der Produkte verwendet.
Laut Mandel lagen diese Regeln zu Beginn der Warenproduktion offen. Er verweist exemplarisch auf Unternehmen in der Antike, in China oder im mittelalterlichen Europa, in denen allgemein bekannte Regeln die Produktion und den Austausch bestimmten. Sie legten zum Beispiel fest, wie viel Arbeitszeit für die Herstellung notwendig war oder wie lange die Ausbildung dauern sollte. Darin, dass solche Regeln offen waren, erblickt Mandel den transitorischen Charakter der einfachen Warenproduktion. Sie steht zwischen einer Stufe, in der die Mitglieder der Gesellschaft bewusst in der Produktion miteinander kooperieren, und einer Stufe, in der eine solche Kooperation nicht mehr besteht, sondern objektive Gesetze herrschen, die sich den Menschen gegenüber als Sachzwang durchsetzen.

## Kritik
Bereits in den 1920er Jahren problematisierte der sowjetische Werttheoretiker Isaak Iljitsch Rubin (1886–1937) Engels’ historische Lesart. Zwar fiel Rubin unter Josef Stalin (1878–1953) den Säuberungen zum Opfer, aber seit den 1970er Jahren wurde er international stärker rezipiert. Vertreter der Neuen Marx-Lektüre in der BRD betrachteten Rubin als ihren Vorläufer und griffen viele seiner Themenfelder auf. Kritische Stimmen waren auch in der UdSSR der 1970er Jahre zu vernehmen. An der Moskauer Lomonossow-Universität bestritt etwa Vladimir Petrovic Schkredow, der Rubin rezipierte und in seinen Seminaren Werke von Hans-Georg Backhaus (* 1929) behandelte, Engels’ Deutung. Einige Marx-Forscher der DDR rezipierten solche Diskussionen und sahen die traditionelle Lesart kritisch, wie etwa Rolf Hecker (* 1953) oder Wolfgang Jahn (1922–2001). In Japan entwickelte sich in den 1950er Jahren mit Kozo Unos (1879–1977) Theorie der reinen kapitalistischen Gesellschaft eine Modifikation von Marx‘ Das Kapital, die sich nicht mit Engels’ Deutung vereinen lässt. Im angelsächsischen Sprachraum bestritt ein bedeutender Vertreter der sogenannten New Dialectics-Strömung Cristopher J. Arthur (* 1940) die Theorie der einfachen Warenproduktion.
Kritiker stellen Engels’ Deutung vor verschiedene Probleme. Zunächst stellt sich ein philologisches Problem. Der Ausdruck einfache Warenproduktion ist in Marx’ Werken nicht belegt. Marx benutzte 1858/59 den Ausdruck einfache Circulation und später in Das Kapital verwandte er einfache Warenzirkulation.
Es wurde jedoch auch moniert, dass Engels’ Deutung in mehreren Hinsichten inhaltlich nicht mit Marx’ Vorstellungen vereinbar sei. Ein Einwand lautet, man könne die Warenproduktion schlecht nutzen, um sie als ein konstitutives Element vorkapitalistischer Gesellschaftsformationen darzustellen, da Marx sie nur für kapitalistische Gesellschaften als konstitutiv betrachtet habe.
Ferner beschrieb Marx die einfache Zirkulation von Ware und Geld in früheren Manuskripten als Oberfläche der bürgerlichen Gesellschaft. Diese Zirkulation erwecke den falschen Schein, etwas Selbständiges zu sein, obgleich sie eigentlich etwas Vermitteltes sei. Diese einfache Zirkulation erfordere, dass der Wert die Kapitalbewegung durchlaufe, denn nur dann könnten Ware, Wert und Geld die ganze Wirtschaft dauerhaft bestimmen. Während Marx 1858 im unveröffentlichten Manuskript Urtext von Zur Kritik der Politischen Oekonomie. Erstes Heft (1859) versuchte, einen Nachweis dafür zu erbringen, fehlt ein solcher Versuch in Das Kapital. Dort werden die einfache Zirkulation W – G – W und die Kapitalbewegung G – W – G' nur einander gegenübergestellt. Laut Michael Heinrich (* 1957) habe Marx selbst damit begünstigt, dass man ihn falsch deute.
Zudem wird bestritten, dass die Interpretation von Engels der Art und Weise, wie Marx den Wert im Kapitel über den Warenfetisch charakterisiert, gerecht wird. Nach Marx tauschen die Menschen ihre Waren und setzen diese als Wertdinge einander gleich, so dass die darin enthaltenen Arbeiten auf abstrakte Arbeit reduziert werden. Dessen sind sich die Akteure nicht bewusst. Marx betrachtet Wert als gesellschaftliches Verhältnis, das die Menschen unbewusst eingehen und von dem sie kontrolliert werden. Demnach ist es eben nicht so, dass Menschen die Waren bewusst in einem bestimmten proportionalen Verhältnis tauschen, weil ihnen die Waren als Träger von bestimmter Arbeitszeit gelten würden.
Ein weiterer Einwand lautet, dass Engels’ Deutung erschwert habe, Marx’ Wert- und Geldtheorie richtig zu verstehen. In dieser Interpretation könne man nicht mehr erkennen, dass Wert und Wertform in einem inneren notwendigen Zusammenhang stünden. Stattdessen werde eine, wie Hans-Georg Backhaus es nannte, prämonetäre Werttheorie konstruiert.
Des Weiteren sei Engels’ Deutung nicht damit vereinbar, wie Marx das Wertgesetz auffasse. So weist etwa Isaak Iljitsch Rubin auf das zu Marx’ Lebzeiten unveröffentlichte Manuskript Theorien über den Mehrwert hin. Dort kritisierte Marx Adam Smith (1723–1790) und Robert Torrens (1780–1864), der sich gegen David Ricardo (1772–1823) gewandt hatte, dafür, dass Wertgesetz auf vorkapitalistische Zeiten zu projizieren, als die Warenform noch nicht voll entwickelt gewesen sei. Diese Kritik von Marx an Smith findet sich auch in der 1859 veröffentlichten Schrift Zur Kritik der Politischen Oekonomie. Erstes Heft. Marx hebt hervor, dass Ricardo zumindest geahnt habe, dass das Wertgesetz nur unter kapitalistischen Bedingungen voll gelten könne. Cristopher J. Arthur bestreitet, dass es in der einfachen Warenproduktion ein Wertgesetz im Sinne von Marx geben könne; das Gesetz entstehe vielmehr in der kapitalistischen Totalität.